# Powiat strzyżowski
Powiat strzyżowski – powiat w Polsce (zachodnia część województwa podkarpackiego), utworzony w 1999 roku w ramach reformy administracyjnej. Jego siedzibą jest miasto Strzyżów, będące jedynym miastem w powiecie.
Według danych z 31 grudnia 2019 roku powiat zamieszkiwało 61 386 osób. Natomiast według danych z 30 czerwca 2020 roku powiat zamieszkiwało 61 295 osób.

## Podział administracyjny
W skład powiatu wchodzą:
- gminy miejsko-wiejskie: Strzyżów
- gminy wiejskie: Czudec, Frysztak, Niebylec, Wiśniowa
- miasta: Strzyżów

## Demografia

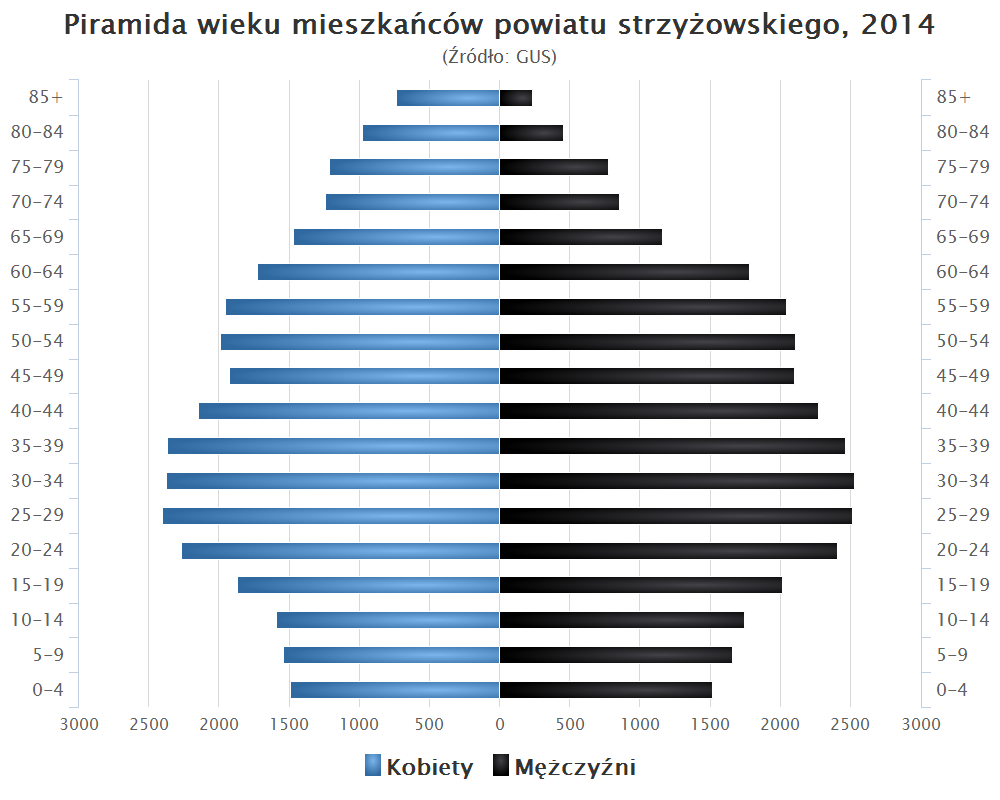
Piramida wieku mieszkańców powiatu strzyżowskiego w 2014 roku

Liczba ludności (dane z 30 czerwca 2005):
|        | Ogółem | Ogółem | Kobiety | Kobiety | Mężczyźni | Mężczyźni |
| osób   | %      | osób   | %       | osób    | %         |           |
| ------ | ------ | ------ | ------- | ------- | --------- | --------- |
| Ogółem | 61 944 | 100    | 31 321  | 50,56   | 30 623    | 49,44     |
| Miasto | 8658   | 13,98  | 4504    | 7,27    | 4154      | 6,71      |
| Wieś   | 53 286 | 86,02  | 26 817  | 43,29   | 26 469    | 42,73     |

▶Wieś vs ▶miasto
Ogółem (▶k, ▶m)
Miasto (▶k, ▶m)
Wieś (▶k, ▶m)

## Historia
Powiat strzyżowski powstał na mocy rozporządzenia marszałka Sejmu Krajowego Galicji Stanisława Badeniego 15 września 1896 roku. Granice powiatu obejmowały na północy Pstrągową i Przedmieście Czudeckie, na zachodzie Jaszczurową i Gogołów, na południu Przybówkę, Bonarówkę i Lutczę, a na wschodzie Bliziankę i Gwoźnicę Górną oraz Dolną.
W wyniku reformy administracyjnej w 1932 roku został zniesiony, a jego terytorium zostało przydzielone do powiatu rzeszowskiego i powiatu krośnieńskiego.
Ponownie powiat strzyżowski został powołany dnia 1 października 1954 roku w województwie rzeszowskim, jako jeden z pierwszych powiatów utworzonych tuż po wprowadzeniu gromad w miejsce dotychczasowych gmin (29 września 1954) jako podstawowych jednostek administracyjnych PRL. Na powiat strzyżowski złożyły się 1 miasto i 22 gromady, które wyłączono z dwóch ościennych powiatów w tymże województwie (w praktyce gromady te należały do tych powiatów przez zaledwie dwa dni):
- z powiatu rzeszowskiego:
  - miasto: Strzyżów
  - gromady: Czudec, Dobrzechów, Glinik Charzewski, Godowa, Gwoźnica Górna, Lutcza, Niebylec, Nowa Wieś Czudecka, Połomyja, Pstrągowa, Tropie, Wysoka Strzyżowska i Żyznów
- z powiatu krośnieńskiego:
  - gromady: Cieszyna, Frysztak, Gogołów, Kożuchów, Lubla, Pstrągówka, Różanka, Szufnarowa i Wiśniowa

Po zniesieniu gromad i reaktywacji gmin z dniem 1 stycznia 1973 roku powiat strzyżowski podzielono na 1 miasto i 5 gmin:
- miasto: Strzyżów
- gminy: Czudec, Frysztak, Niebylec, Strzyżów i Wiśniowa

Po reformie administracyjnej obowiązującej od 1 czerwca 1975 roku terytorium zniesionego powiatu strzyżowskiego zostało włączone do nowego (mniejszego) województwa rzeszowskiego.
Wraz z reformą administracyjną z 1999 roku przywrócono w województwie podkarpackim powiat strzyżowski o kształcie i podziale administracyjnym identycznym do tego z 1975 roku; jedynie miasto i gminę Strzyżów połączono 1 lutego 1991 roku we wspólną gminę miejsko-wiejską Strzyżów.

## Starostowie strzyżowscy
- Robert Godek (1999–2005) (AWS)
- Jan Stodolak (2005–2006) (PiS)
- Robert Godek (2006–2018) (PiS)
- Bogdan Żybura (2018–2024)
- Robert Godek (od 2024)

## Sąsiednie powiaty
| - ropczycko-sędziszowski | - rzeszowski | - brzozowski | - krośnieński | - jasielski | - dębicki |